# Henry Welfare
Henry Harry Welfare (ur. 20 sierpnia 1888 w Liverpoolu, zm. 1 września 1966 w Angra dos Reis) – angielski piłkarz i trener. W czasie kariery piłkarskiej występował na pozycji napastnika.

## Kariera piłkarska
Pochodzący z Liverpoolu Henry Welfare pierwsze lata kariery spędził w klubie Northern Nomads. W latach 1912–1913 występował w pierwszoligowym Liverpool FC. W Liverpoolu zadebiutował 15 lutego 1913 w meczu z Sheffield Wednesday. Jedyną bramkę w LFC strzelił 1 marca 1913 w meczu z Derby County. Ostatni raz w barwach The Reds wystąpił 29 marca 1913 w meczu z Manchesterem United. W Liverpoolu rozegrał tylko 4 mecze, w których strzelił bramkę.
W 1913 roku krótko występował w Tranmere Rovers, po czym zdecydował się wyemigrować do Brazylii. W Rio de Janeiro został nauczycielem matematyki i geografii w Anglo-Amerykańskim Gimnazjum. Szybko trafił do najlepszego wówczas klubu w Rio – Fluminense FC. Wzrost, siła fizyczna i technika spowodowała, że Welfare stał się gwiazdą zarówno Fluminense, jak również ligi stanowej Rio de Janeiro.
W 1914 (9 goli) i 1915 (19 goli) Welfare został królem strzelców ligi stanowej Rio de Janeiro. Problem z dojazdem na treningi i kontuzja spowodowały, że Welfare w 1915 opuścił Fluminense. Po wyleczeniu kontuzji został zawodnikiem CR Flamengo. We Flamengo Welfare grał w latach 1915–1916 i rozegrał w tym czasie 4 mecze w których strzelił 7 bramek.
Po zmianie miejsca zamieszkania Welfare powrócił do Fluminense w 1916 roku. Do końca kariery do 1924 był największą gwiazdą Fluminense, z którym trzykrotnie zdobył mistrzostwo stanu Rio de Janeiro – Campeonato Carioca w 1917, 1918 i 1919 roku. Z futbolem pożegnał się w 1924 w spotkaniu z Botafogo FR, w którym strzelił pożegnalną bramkę. Jego łączny bilans we Fluminense to 163 bramki w 166 spotkaniach.

## Kariera trenerska
Po zakończeniu kariery piłkarskiej Welfare zajmował się trenowaniem klubów. W latach 1927–1937 i 1940 był trenerem CR Vasco da Gama. Z Vasco da Gama trzykrotnie zdobył mistrzostwo stanu Rio de Janeiro – Campeonato Carioca w 1929, 1934 i 1936 roku.